# Trawniki (województwo lubelskie)
Trawniki – wieś w Polsce położona w Obniżeniu Dorohuckim, w województwie lubelskim, w powiecie świdnickim, w gminie Trawniki. Leży nad rzeką Wieprz, przy drodze wojewódzkiej nr 838.
Wieś jest sołectwem w gminie Trawniki. Według Narodowego Spisu Powszechnego z roku 2011 wieś liczyła 2854 mieszkańców.
W Trawnikach mieszczą się zakłady chemiczne NICOLS Poland Sp. z o.o.
W Trawnikach znajduje się także Zespół Placówek Oświatowych im. Marii Skłodowskiej-Curie, Zespół Szkół z internatem oraz stadion. Na terenie działa również klub sportowy  Trawena Trawniki (kiedyś LKS TRAWNIKI). 
W Trawnikach znajduje się Gminny Ośrodek Kultury, prowadzący wiele zajęć m.in. taneczne, teatralne, a coroczną tradycją jest organizacja "Trawnickiej Zaciery”.

## Historia
Trawniki należą do najstarszych osiedli nad środkowym Wieprzem. Pierwsza historyczna informacja o nich pochodzi z 1437 r. 11 marca tego roku dokonany został podział dóbr należących do Hektora, Macieja, Pełki, Jana i Wawrzyńca – dziedziców wsi Wola na Mazowszu oraz wsi: Siostrzytów, Dorohucza, Czemierniki, Trawniki, Opatkowice na ziemi lubelskiej. Wówczas wieś Trawniki stała się własnością dwóch najmłodszych braci Wawrzyńca i Jana.
W 1889 r. została wybudowana cukrownia, którą nabyli Jankowski i Wścieklica pochodzący z Łodzi. Na miejscu cukrowni rozpoczęto w 1932 r. budowę fabryki włókienniczej. W sierpniu 1939 r. była prawie gotowa, ale po wybuchu II Wojny Światowej jej właściciele wyjechali. 23 września wkroczyli do Trawnik Niemcy, którzy zajęli fabrykę, zdemontowali maszyny i wywieźli je.
Podczas wojny mieścił się tu obóz pracy dla Żydów, zlikwidowany w 1943 w ramach akcji „Erntefest” (żydowscy więźniowie zostali wymordowani), a także obóz szkoleniowy SS, w którym m.in. usiłowano stworzyć Goralischer Waffen SS Legion.
W latach 1975–1998 miejscowość położona była w województwie lubelskim.
W miejscowości kręcony był film dokumentalny pt. Czekając na sobotę w reżyserii Ireny Morawskiej i Jerzego Morawskiego. 

## Zabytki
- zespół dworsko-parkowy z aleją kasztanową prowadzącą przez Czemierniki, czworak, spichlerz, młyn wodny, dom młynarza, kordegarda, pozostałości bramy, budynki wznoszone na przełomie XIX i XX w., kaplica grobowa Bolesława Łodzia Michalskiego, park i aleja kasztanowa założone na pocz. XX w.[13]
- kościół parafialny (nie jest zabytkowy w rozumieniu przepisów prawa)
- cmentarz wojenny (nad Wieprzem, obok remizy ochotniczej straży pożarnej) – powstały ok. 1916 r. z czasów I i II wojny światowej
- stanowisko archeologiczne koło Ewopola – resztki grodu obronnego
- zespół dworca kolejowego wzniesiony od 1910 r. do lat 20. XX w.
- domy drewniane wznoszone od k. XIX w. do lat 30. XX w.
- zespół cukrowni wzniesiony od pocz. 1935 r.
- kuźnia murowana z 1914 r.[14]

## Galeria

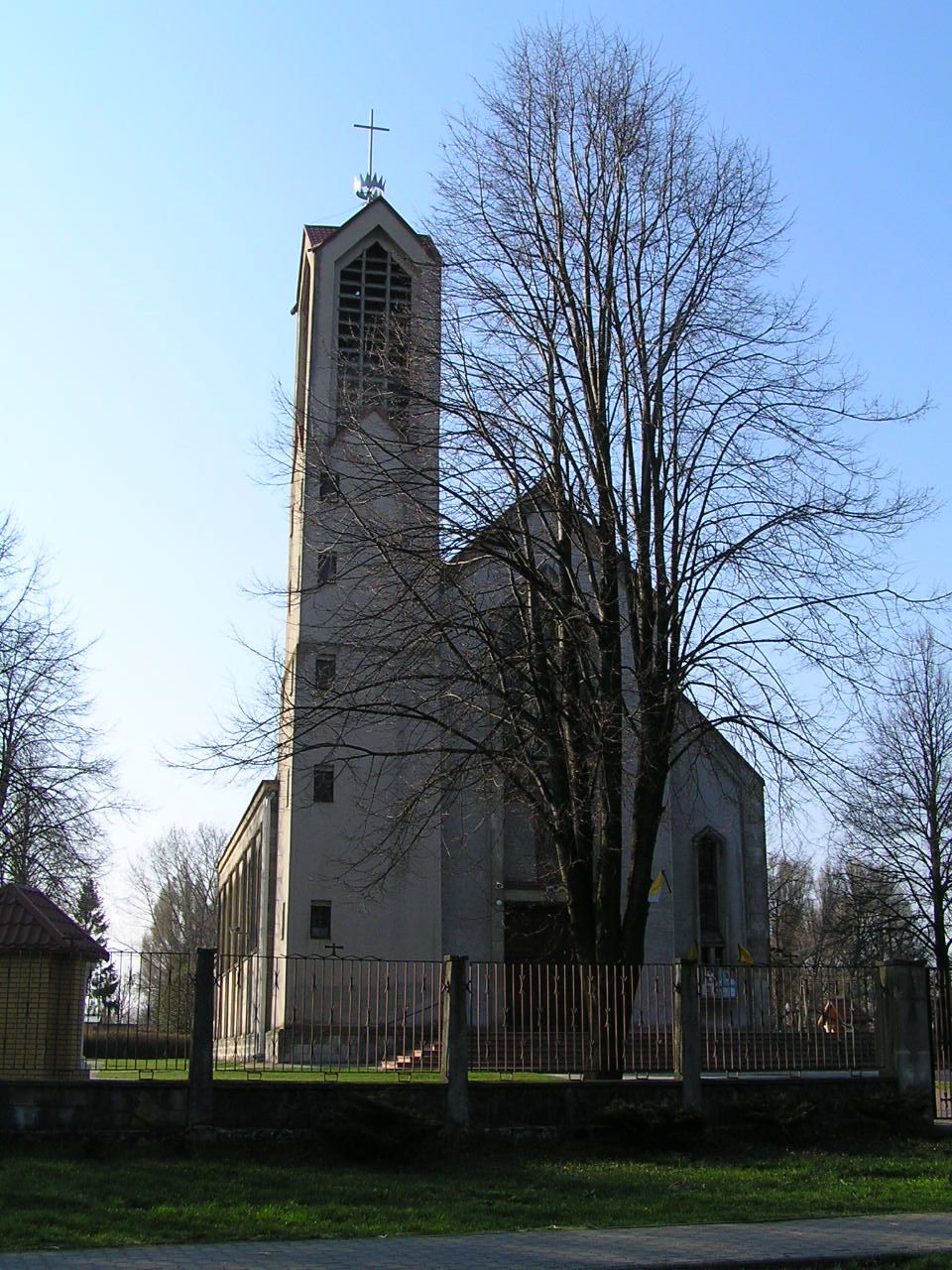
Kościół parafialny
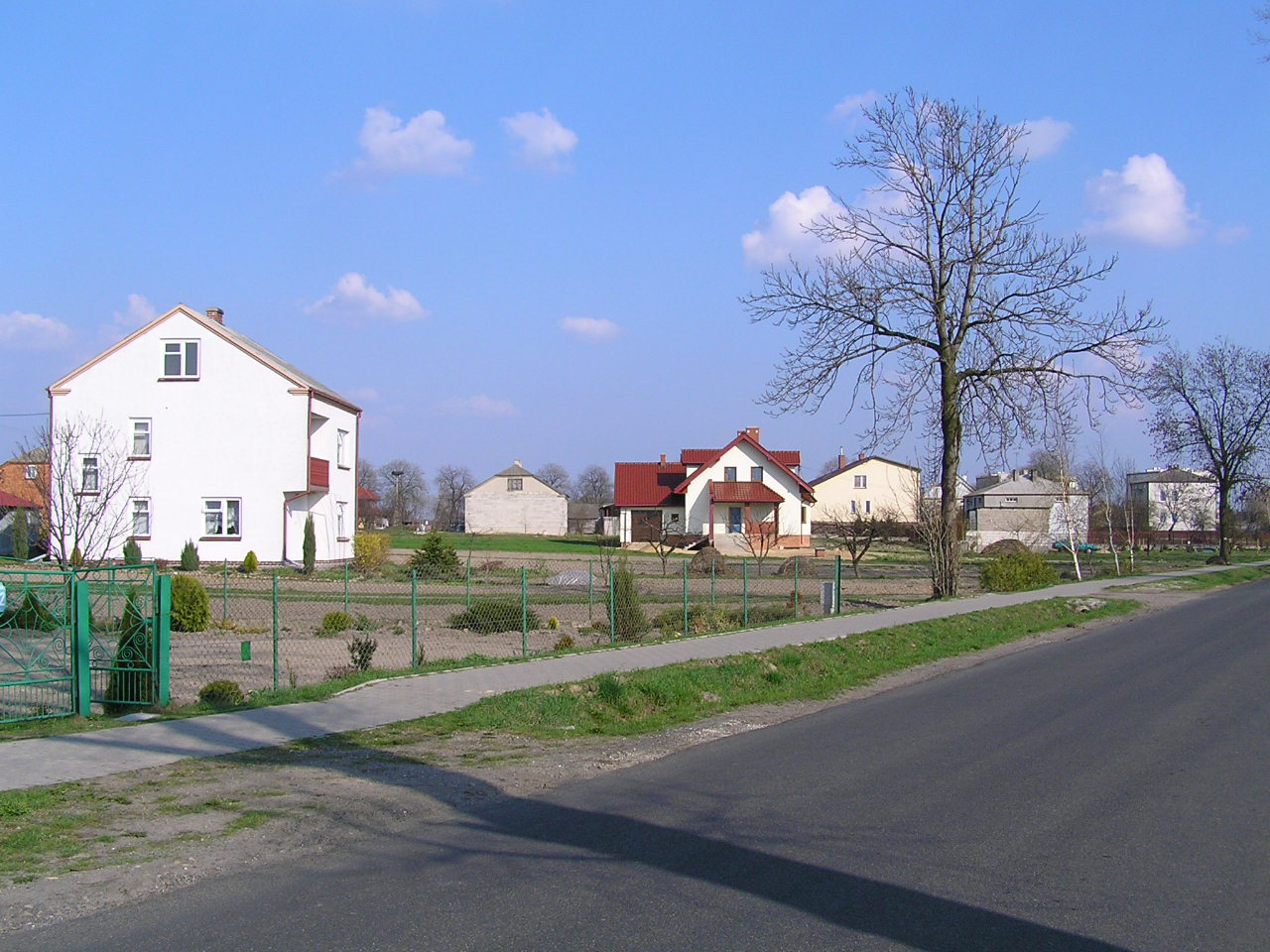
Domy jednorodzinne
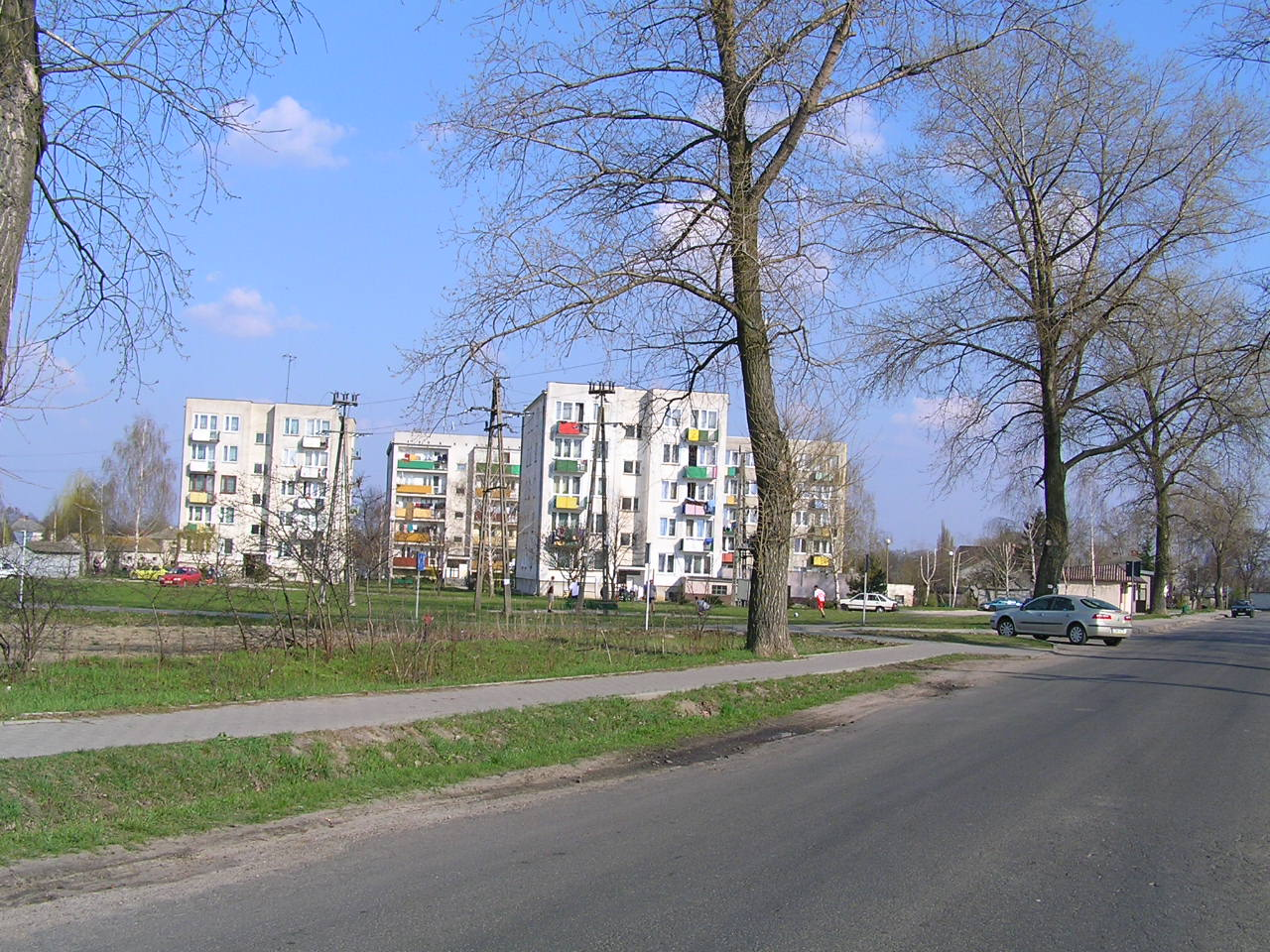
Bloki mieszkalne